# Tharypas
Tharypas ou Tharybas (en grec ancien Θαρύπας / Tharypas) est un roi d'Épire de la dynastie des Éacides qui règne de 430 à 392 av. J.-C.

## Famille
Pausanias le Périégète indique que « l'on compte quinze générations d'hommes entre Tharypas jusqu'à Pyrrhos le fils d'Achille ». Il précise que les rois d'Épire descendent de Piélos, le second des fils de Pyrrhos et de sa captive Andromaque, et non pas de l'aîné Molossos.
Il est probablement le petit-fils d'Admète, roi des Molosses d'Epire, et de son épouse, Phtia.

## Biographie
Vers 430 av J.-C., Tharybas est encore un enfant dont Thucydide mentionne le tuteur Sabylinthos qui intervient aux côtés des Chaoniens. Selon Plutarque, Tharytas est le premier roi des Molosses qui, ayant « poli les villes de son pays, et orné de lettres grecques, lois et coutumes civiles, en rendit son nom connu à la postérité ». Il laisse comme fils et successeur Alcétas.

## Sources antiques
- Plutarque, Vies parallèles [détail des éditions] [lire en ligne], Pyrrhus.